# Богач Володимир Володимирович
Володимир Володимирович Богач (нар. 17 березня 1972, Суми, УРСР — 13 квітня 2025, Суми, Україна) — радянський та український футболіст, універсал, український тренер.

## Кар'єра гравця
Футбольну кар'єру розпочав 1990 року в складі аматорського колективу «Хімік» (Суми). Наступного року перебрався до іншого аматорського колективу Сумської області, «Явора», у складі якого 1992 році взяв участь у першому розіграші Другої ліги України. Сезон 1992/93 років також розпочав у «Яворі», але у вересні 1992 року перйшов в оренду до сумського «Автомобіліста», де грав до зимової перерви у вище вказаному сезоні, після чого повернувся у «Явір». Влітку 1994 року підписав контракт з вищоліговим «Вересом». Під час зимової перерви сезону 1994/95 років перейшов до «ЦСКА-Борисфен». У вересні 1995 року знову повернувся до краснопільського «Явора». Взимку 1997 року виїхав за кордон, де спочатку захищав кольори словацького «Татрана», а потім — російських клубів «Локомотив» (Нижній Новгород) та «Торпедо» (Павлово). Навесні 1999 року, після відродження місцевого клубу у рідних Сумах, став гравцем команди «Явір-Суми», який згодом змінував назву на «Спартак» (Суми) та «Спартак-Горобина» (Суми). 19 березня 2004 року внесений до заявки «Нафтовик» (Охтирка), але в серпні знову повернувся до «Явору» (Краснопілля). У лютому 2005 року приєднався до азербайджанського «Карабаху» (Агдам). У серпні 2005 року знову став футболістом «Явору» (Краснопілля), де грав до завершення кар'єри наприкінці 2006 року.

## Кар'єра тренера
По завершенні кар'єри гравця розпочав тренерську кар'єру. З липня до листопада 2009 року тренував мелітопольський «Олком». 7 липня 2015 року очолив сумський клуб «Барса», з яким працював до 23 вересня 2015 року.

## Особисте життя
Батько, Володимир Якович, також професіональний футболіст, а по завершенні кар'єри — футбольний тренер.